# Tazza: One Eyed Jack
Série Tazza
Tazza: The Hidden Card
(2014)
Pour plus de détails, voir Fiche technique et Distribution.
Tazza: One Eyed Jack (hangeul : 타짜: 원 아이드 잭 ; RR : Ta-jja: Won A-i-deu Jaek) est une comédie sud-coréenne écrite et réalisée par Kwon Oh-kwang et sortie en 2019. C'est l'adaptation du manhwa éponyme de Kim Se-yeong.
C'est le troisième volet de la trilogie des Tazza après Tazza: The High Rollers (2006) et Tazza: The Hidden Card (2014).

## Synopsis
Un jeune joueur de poker au sommet de son jeu perd tout après avoir joué pour une grosse mise. Pour se sauver d'un usurier qui le presse de rembourser ses dettes, il rejoint une équipe de joueurs dirigée par le légendaire « One-Eyed Jack ». Bien que leur plan visant à remporter un énorme jackpot parvienne à ses fins, une seule erreur met toute l'équipe dans une situation dangereuse, voire fatale.

## Fiche technique
- Titre original : 타짜: 원 아이드 잭
- Titre international : Tazza: One Eyed Jack
- Réalisation : Kwon Oh-kwang
- Scénario : Kwon Oh-kwang
- Photographie : Byeon Bong-sun
- Montage : Kim Woo-il
- Musique : Bang Jun-seok (en)
- Production : Kim Young-min et Kim Yoo-kyung
- Société de production : Sidus Pictures (en), BA Entertainment et MCMC
- Société de distribution : Lotte Cultureworks
- Pays d’origine :  Corée du Sud
- Langue originale : coréen
- Format : couleur
- Genres : comédie
- Durée : 139 minutes
- Date de sortie :
  -  Corée du Sud : 11 septembre 2019

## Distribution
- Park Jung-min : Do Il-cheol
- Ryoo Seung-bum (en) : « One-Eyed Jack »
- Choi Yu-hwa (en) : Madonna
- Woo Hyun : Mool
- Yoon Je-moon : Ma-gwi
- Lee Kwang-soo : Jo Kka-chi
- Lim Ji-yeon : Young-mi
- Kwon Hae-hyo : Mr Kwon
- Lee Chang-hoon (en) : Il-ta
- Oh Dong-min : « Yeux qui louchent »